# مخروط الضوء (الأذن)
مخروط الضوء (بالإنجليزية: Cone of Light)‏ هو ظاهرة تُرى عند فحص الغشاء الطبلي بمنظار الأذن. سطوع ضوء المنظار على الطبلة يحدث انعكاسا ضوئيا مخروطي الشكل في الربع الأمامي السفلي من الطبلة. يرى مخروط الضوء فيما يوازي الساعة الخامسة في طبلة الأذن اليمنى، والساعة السابعة في اليسرى. تشوه أو انحراف مخروط الضوء قد يكون علامة على زيادة ضغط الأذن الداخلية أو التهاب الأذن الوسطى.